# Iciligorgia boninensis
Iciligorgia boninensis är en korallart som beskrevs av Aurivillius 1931. Iciligorgia boninensis ingår i släktet Iciligorgia och familjen Anthothelidae. Inga underarter finns listade i Catalogue of Life.